# Margareta Pantzarhielm
Margareta (Margareth) Cecilia Pantzarhielm (Pantzerhielm), född 26 oktober 1853 i Hamburg, död 9 november 1951 i Malen, Båstads socken, Kristianstads län, var en tysk-svensk konstnär.
Hon var dotter till skeppsredaren Carl Theodor Kinch och Elize Lind Owerman och från 1874 gift med riksdagsmannen Hans Pantzarhielm. Hon kom till Sverige i 15-årsåldern och visade tidigt anlag för konst. Hon fick studera konst för olika lärare i Paris. Tillsammans med Åke Corshammar och Einar Söderwall ställde hon ut i Båstad 1943 och hon medverkade i samlingsutställningar med Konstföreningen för södra Sverige. Hennes konst består av blomsterstilleben, marinmålningar, porträtt och landskapsmålningar utförda i akvarell, olja eller pastell. Pantzarhielm är representerad vid Landskrona museum. Makarna Pantzarhielm är begravda på Landskrona kyrkogård.